# Dopravník

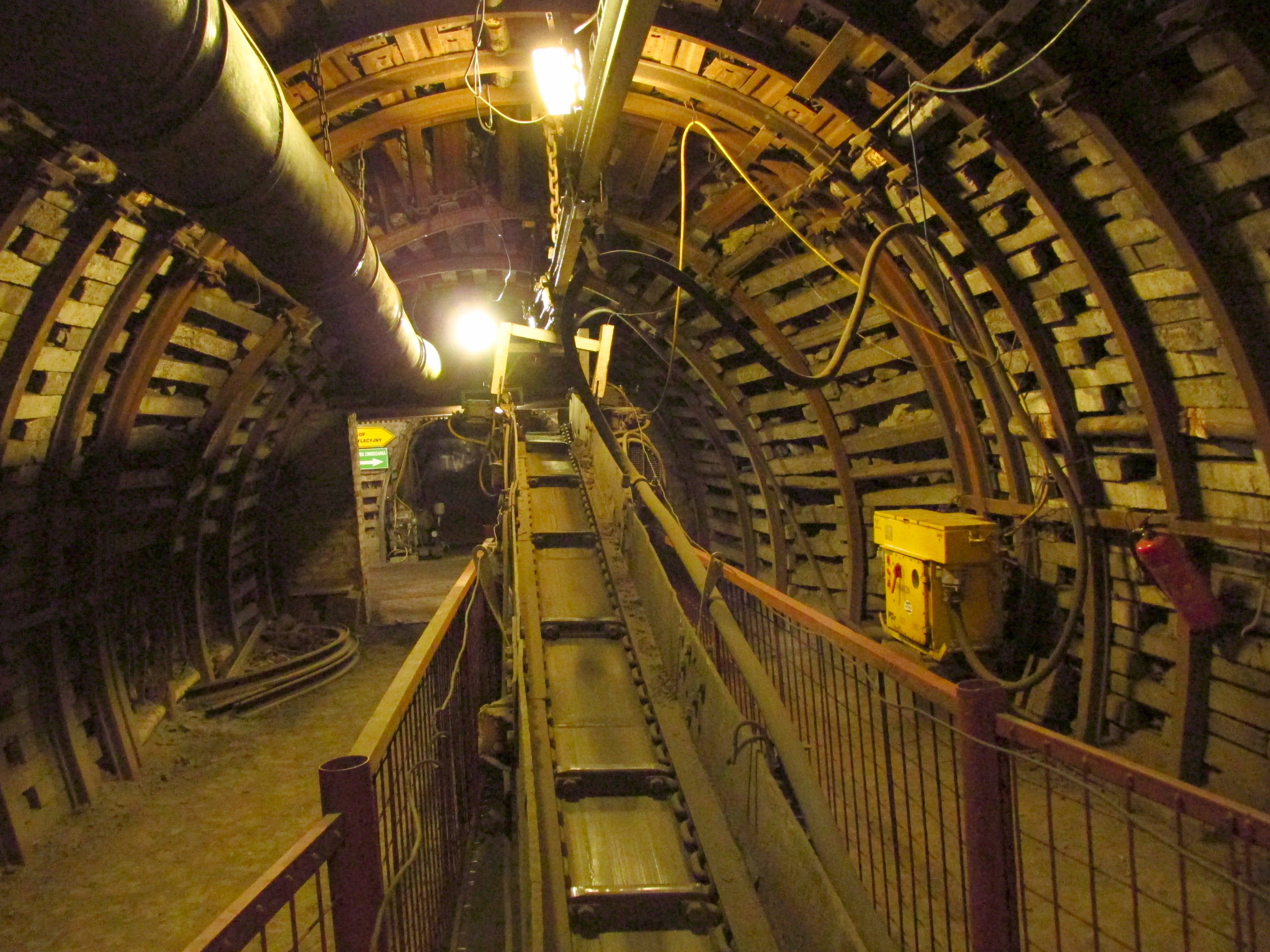
Hřeblový dopravník v dole

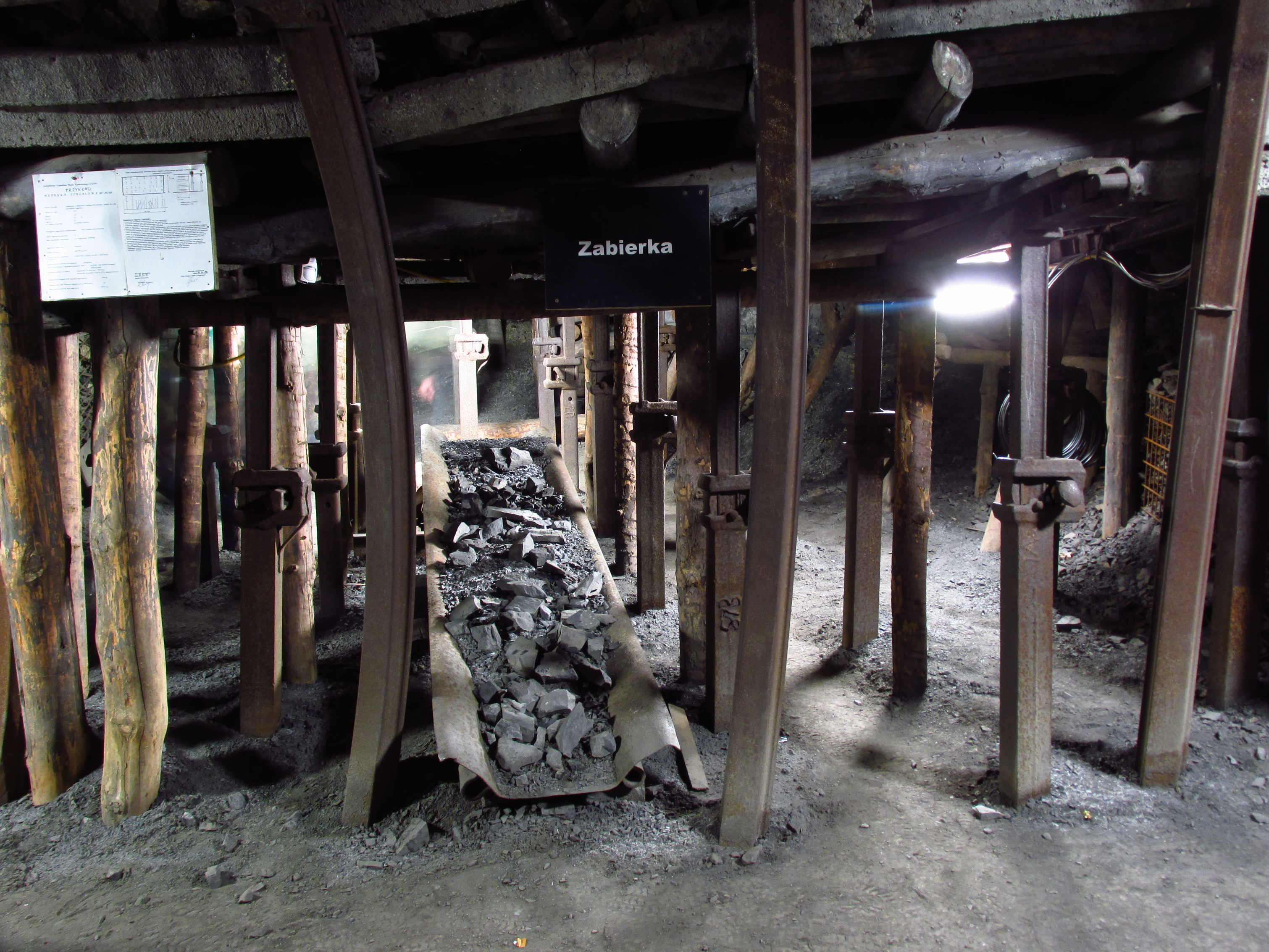
Zátinka s nátřasným žlabem v kamenouhelném dole Guido na patře 320 m

Dopravník je zařízení pro nepřetržitý pohyb sypkého obvykle suchého materiálu, kusového zboží nebo ucelených manipulačních jednotek. Dopravník může být:
- Pásový dopravník – doprava na např. PVC nebo gumovém pásu, podepíraném válečky nebo kluznou plochou. Užití pro sypké materiály, pro kusové zboží jako pokladní pás v supermarketu, jako montážní pás v sériové výrobě.
- Šnekový dopravník – šnek otáčející se v trubce nebo žlabu slouží pro sypké materiály jako obilí, pelety, granule, uhlí do kotle.
- Řetězový dopravník – také podvěsný dopravník. Na tažném řetězu jsou úchyty nebo závěsy. Na nich pod dopravníkem visí výrobky v lakovacích linkách, automobily v automobilkách.
- Řetězový dopravník / redler – slouží k vodorovné nebo šikmé dopravě sypkých materiálů jako je obilí, pelety, granule apod. Může být i lomený, rozšířený vyprazdňovací, dvousměrný …
- Hřeblový dopravník – v kovovém korytu táhne řetěz hřebla, příčné díly, které shrabují hrubší sypký materiál, například uhlí v hlubinném dole.
- Destičkový dopravník – na horní straně plochého řetězu jsou upevněny destičky, které vytvářejí prakticky souvislou pohybující se plochu. Dopravované předměty jsou dopravníkem unášeny mezi nepohyblivým ohrazením. Vhodné i pro vysoké úzké předměty jako například pivní lahve v plnicí lince.
- Korečkový dopravník – korečky = kapsy navěšené na pásu nebo řetězu slouží k dopravě zdola nahoru/vertikálně až na výšku 60 m. Dopravují se sypké materiály, obvykle suché – obilí, šroty, granule, písek apod.
- Válečkový dopravník – válečky usazené v pevném rámu tvoří souvislou dráhu. Směr pohybu dopravovaných předmětů kolmo na osu otáčení válečku. Gravitační tratě jsou nepoháněné, případně může mít válečková trať i poháněcí sekci ve formě poháněných válečků nebo pásů. Oblouky (zatáčky) jsou řešeny prostřednictvím kuželových válečků. Používají se pro transport a manipulaci kusového materiálu např. krabic, beden, transportních palet apod. v distribučních skladech a balicích linkách, při pohybu vývalků ve válcovnách apod.
- Kladičková trať – obdoba válečkové tratě. Místo válečků jsou na ose nasazeny kotouče – kladičky. Na ose je s mezerami několik kotoučů. Kladičky na sousedních osách se přesahují, aby nikde nevznikla souvislá mezera. Trať se používá pro manipulaci s plochými předměty: plechy, tabule skla, nábytkové dílce.
- Nátřasný žlab (kmitavý dopravník)
  - Buď jde o koryto, kde jeden konec je výše než druhý, pohon třese žlabem (ve všech směrech stejně, s malou výchylkou, zato rychle) a díky sklonu se materiál (např. rubanina v uhelných dolech) přesouvá žlabem níž, gravitací.
  - Nebo koryto může být i mírně do kopce. A vibrační dopravník může kombinovat hned dva principy:
    - Především žlab stojí na listových pružinách, které navíc nejsou kolmo k zemi: Jak jimi pohon pohybuje vpřed a vzad, pružiny se nejen uklánějí těmito směry, navíc žlabem pohybují i nahoru a dolů. Uplatní se jak princip tření, tak podkluzu a propadu: Při pohybu vzhůru a vpřed je přítlak ke žlabu zesílen vznosem, hmota se poponese kupředu. Při poklesu a pohybu zpět už je nosný tlak menší, tedy i posun vzad je menší než vpřed. Celkově se tedy materiál posouvá vpřed.
    - Pohon na žlab nepůsobí nijak rychlými vibracemi, nýbrž pravidelnými rázy soustrojí páky na kole, resp. lomené páky s kloubem, který se navíc posouvá: První rameno u kola je jen krátké. Jedním koncem připevněné k boku kola, u jeho obvodu. Druhým koncem se posouvá ve vodící kolejnici, tedy jen v jedné ose. Maximální rozsah pohybu je dán průměrem hnacího kola, kdy rotující konec a celá páka jsou nejvíce vystrčené od kola, anebo naopak páka úplně kolo překrývá, napříč, přes jeho střed. Protože je délka krátké páky jen nepříliš delší než průměr kola, vzniká podstatná nepravidelnost v rychlosti posuvných pohybů druhého konce po kolejnici: Podstatně se uplatní přepona trojúhelníka, kdy je páka buď v malé výseči ve vystrčené poloze, k tečně a v největšímu úhlu vychýlení do strany od vodící kolejnice, anebo už tento bod úvrati překonala a vrací se zas k ose kola. Jenže dráha přes vnitřní/přední výseč je jen cca poloviční, proti dráze až dozadu, přes celé kolo, jeho střed, zas do druhé úvratě s největším úhlem vychýlení. Tím na kolejnici vzniká nepravidelná změna rychlosti úhlu: Na jednu stranu se úhel překmitne rychleji než na druhou. A tento nepravidelný (úhlový) pohyb je přenášen na žlab dopravníku a přispívá k podkluzu materiálu: Dopředný zdvih se vykonává pomalu, zpětný pokles naopak přeběhnutím (myšlené) "blízké výseče". Rychlým pohybem nadlehčeného (již tolik nenadnášeného) klesajícího materiálu tento značně podklouzne, možná dokonce přímo propadne. Naopak při pomalém dopředném posunu vpřed a vzhůru přítlak podkluzování omezuje, nedovoluje. Anebo jinými slovy: V restauraci size lze zkoušet podtrhnout ubrus zpod skleniček na stojícím stole, ovšem když se tento stůl ve správný okamžik navíc ještě rychle sníží, ubrus (žlab) zpod skleniček (materiálu) půjde vytrhnout mnohem snáze, bez převržení skleniček.